# Peter Winograd
Peter Winograd ist ein US-amerikanischer Geiger und Musikpädagoge.
Winograd entstammt einer Musikerfamilie. Sein Vater Artur Winograd ist Cellist und Dirigent und Gründungsmitglied des Juilliard String Quartet, seine Mutter Pianistin. Er debütierte elfjährig als Solist und wurde im Alter von siebzehn Jahren als Schüler von Dorothy DeLay an die Juilliard School aufgenommen. 1988 war er Preisträger der Naumburg International Violin Competition.
Er trat dann als Gastsolist mit verschiedenen Sinfonieorchestern und bei Recitals (u. a. mit dem Cellisten Andrés Díaz beim Florida Arts Chamber Music Festival) auf und wurde 1990 Erster Geiger des American String Quartet (mit Laurie Carney, Daniel Avshalomov und Wolfram Koessel). Seit 1990 unterrichtet er außerdem an der Manhattan School of Music und beim Aspen Music Festival and School. 2002 spielte er mit der Hartfort Symphony unter der Leitung seines Vaters als Gastdirigent Jean Sibelius’ Violinkonzert. Winograd ist mit der Geigerin Caterina Szepes verheiratet. Er spielt eine Geige des Cremoneser Geigenbauers Giovanni Maria del Bussetto aus dem Jahr 1675.